# باگو، میانمار
باگو (به لاتین: Bago) یک شهر در میانمار است که در ناحیه باگو واقع شده‌است.

## خصوصیات
باگو ۲۸۴٬۱۷۹ نفر جمعیت دارد و ۴ متر بالاتر از سطح دریا واقع شده‌است.